# بلال يوسف
بلال يوسف (مواليد 25 مايو 1995، لاعب كرة قدم إماراتي يجيد اللعب في الوسط مع نادي عجمان.

## مسيرة اللاعب
لعب مع نادي الشارقة ونادي الحمرية ونادي الفجيرة ونادي عجمان.

## روابط خارجية
- بلال يوسف على موقع Soccerway.com (الإنجليزية)